# عصب شفري أمامي
عصب شفري أمامي (بالإنجليزية: Anterior labial nerves)‏ هو عصب يتَفرعُ من العصب الحرقفي الأربي. يُقابله في الذكور العصب الصفني الأمامي.